# Пам'ятник Шастрі (Ташкент)
Пам'ятник Лал Багадуру Шастрі — скульптура роботи Якова Шапіро, встановлена у Ташкенті на честь другого прем'єр-міністра незалежної Індії.

## Історія
У січні 1966 року в Ташкенті відбувались перемовини між президентом Пакистану Айюб Ханом та прем'єр-міністром Індії Лал Багадуром Шастрі за участі голови Ради Міністрів СРСР Олексія Косигіна. В результаті тих перемовин 10 січня 1965 було підписано мирну угоду, що поставила крапку у Другій індо-пакистанській війні. Наступного дня після підписання декларації там же, у Ташкенті, через серцевий напад помер прем'єр-міністр Індії Лал Багадур Шастрі.
За десять років, 1976, у Ташкенті було відкрито пам'ятник Шастрі
Пам'ятник Лал Багадуру Шастрі є традиційним місцем відвідування для індійських делегацій усіх рівнів, які прибувають до Узбекистану.

## Опис
Пам'ятник є погруддям Лал Багадура Шастрі, встановленим на постаменті. Основа оздоблена червоним гранітом, на якому металевими літерами викладено напис «LAL BAHADUR SHASTRI 1904—1966».